# Kurkeik
De kurkeik (Quercus suber) is een boom uit de napjesdragersfamilie (Fagaceae), die van nature voorkomt in Zuid-Europa en Noord-Afrika. Deze groenblijvende eik wordt aangeplant als sierboom in parken en tuinen. Verder wordt de boom vooral in Spanje en Portugal gekweekt vanwege de kurk. Een normale hoogte voor de boom is 20 m, maar hij kan doorgroeien tot 25 m.

## Kenmerken
De kurkeik heeft een koepelvormige, uitgespreide, zware kroon met verdraaide takken. De schors is erg ruw en bevat dikke richels. Het is bleekbruine of bleekgrijze kurk. Zijn de stammen "ontkurkt", dan is de kleur rozerood.
De bladeren zijn eirond en spits. Ze hebben vijf of zes ondiepe stekelpuntige lobben aan weerszijden. De grootte is ongeveer 5 × 3 cm. Het blad is zwartachtig groen aan de bovenzijde. De onderzijde is dicht behaard. De bladeren zitten vast aan een donzig behaarde bladsteel van circa 1 cm lang.
De kurkeik draagt een eikel van 1,5–3 cm lang. Deze zitten in diepe napjes met gespreide bovenste schubben.

## Gebruik
De kurk wordt om de acht tot tien jaar van de stam gepeld. Deze kurk wordt gebruikt voor de isolatie, voor schoenzolen, vloeren, wandbekleding, reddingsboeien en natuurlijk als afsluiting van flessen. Het hout trekt na verloop van tijd krom. Het pellen van de schors van een kurkeik gebeurt zorgvuldig om te voorkomen dat het onderliggende weefsel beschadigd wordt en de boom sterft. Na het pellen is de stam vaak donker-kastanjebruin van kleur.
De kurkeik geldt in Nederland en België als niet winterhard.

## Galerij

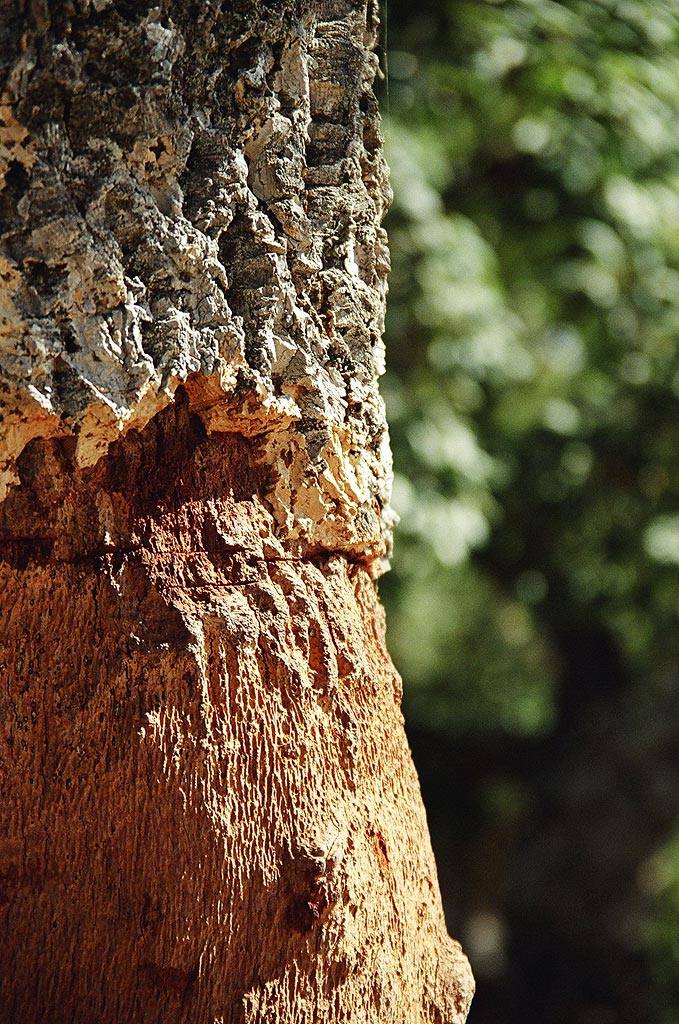
Schors
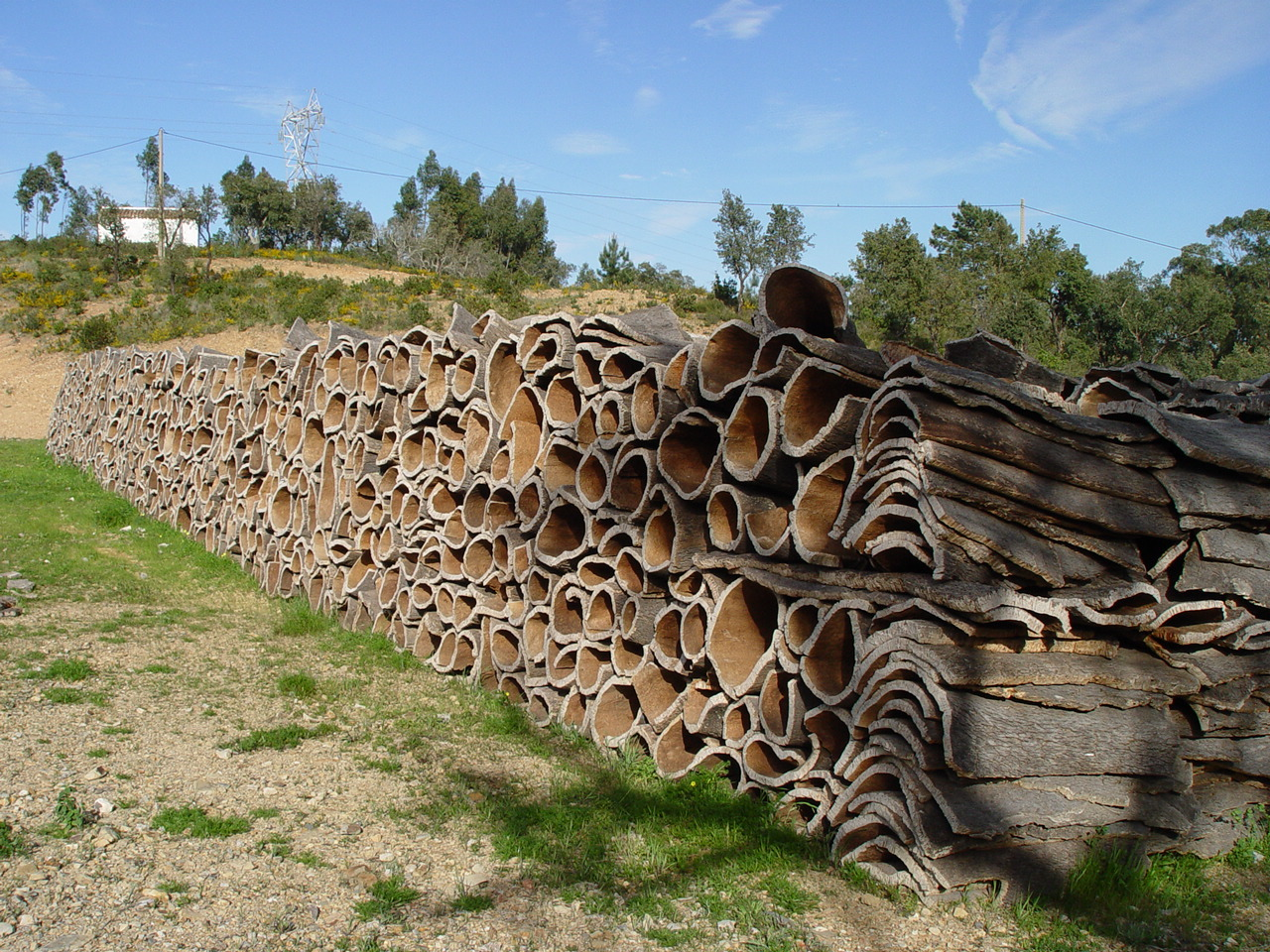
Verzamelde kurk in de Algarve
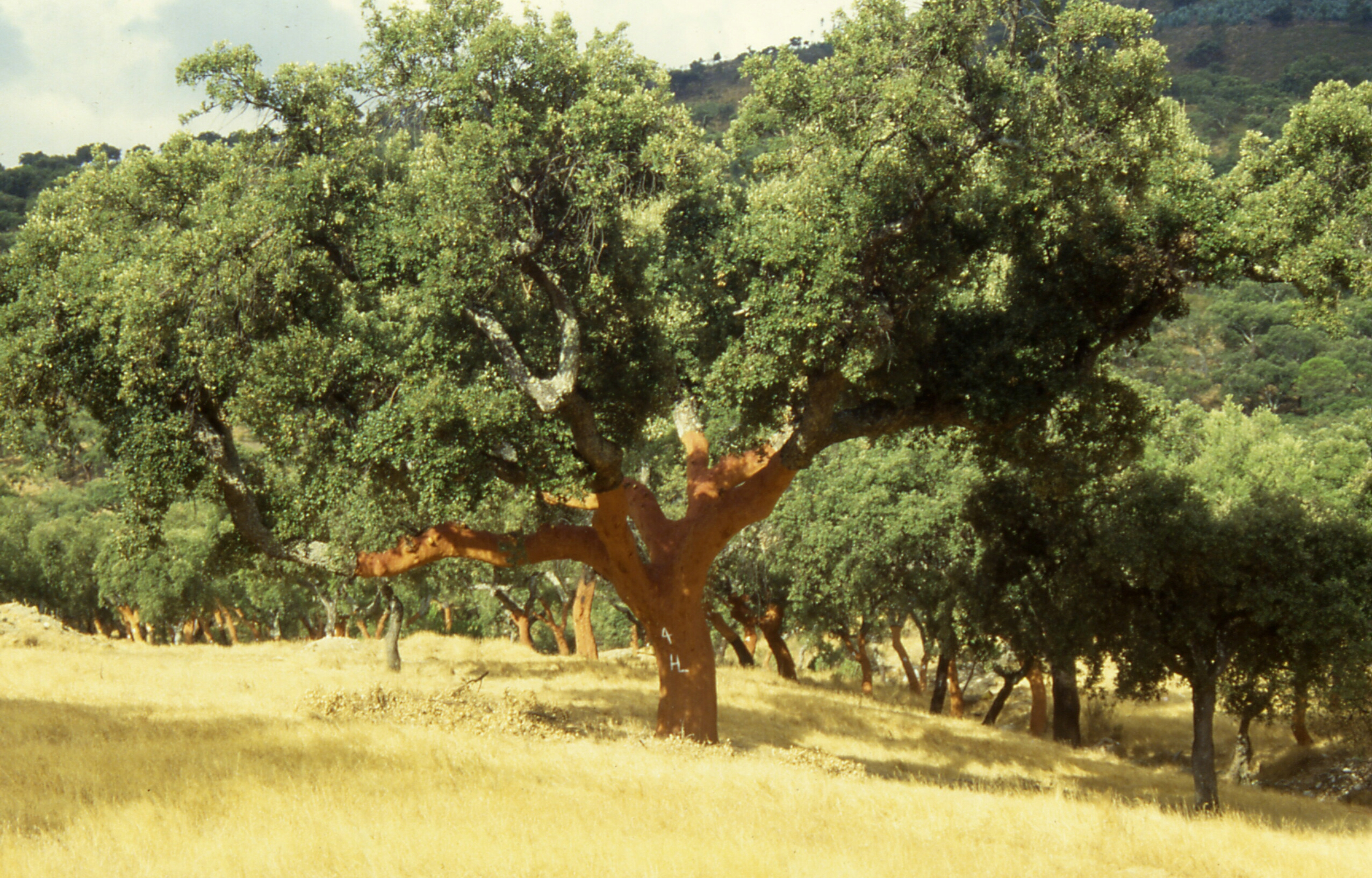
Kurkeik in  Portugal
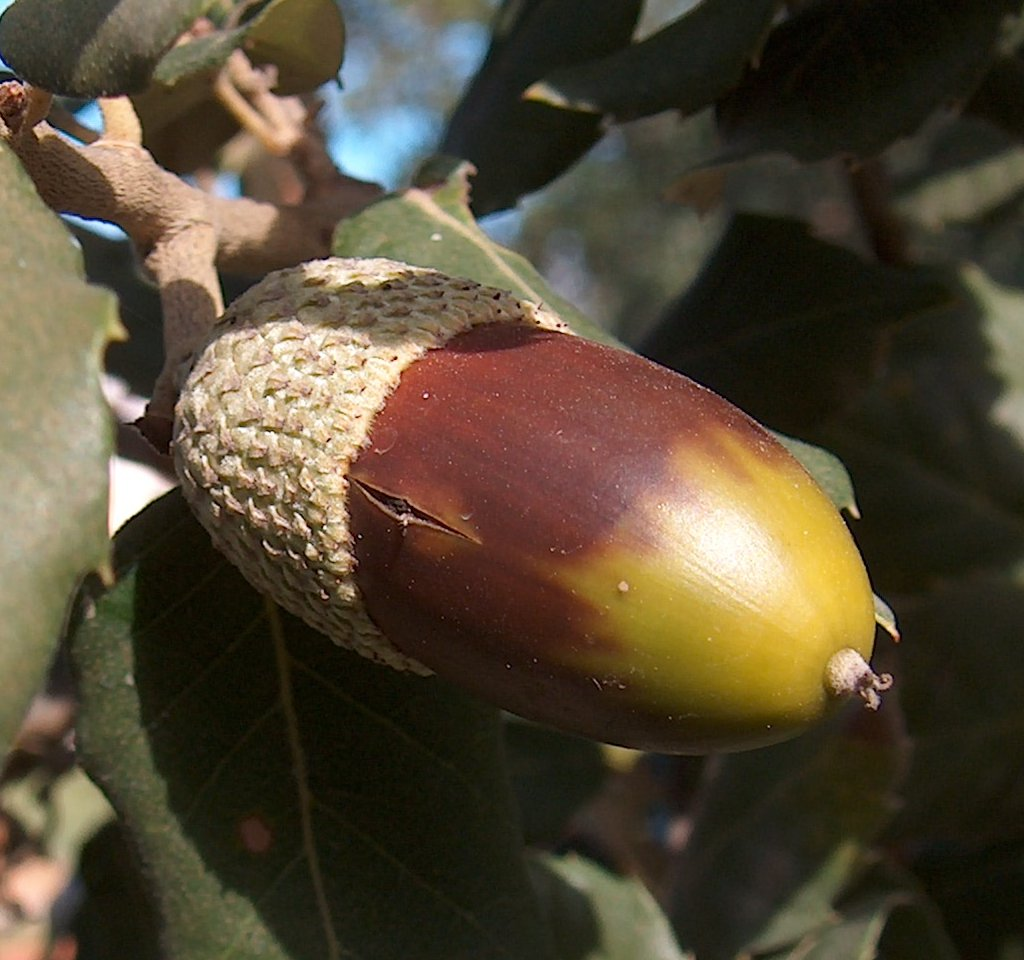
Vrucht

Gezaagdbladige eik (Q. acutissima) · 
Amerikaanse witte eik (Q. alba) · 
Japanse eik (Q. aliena) · 
Gouden eik (Q. alnifolia) · 
Californische struikeik (Q. berberidifolia) · 
Tweekleurige eik (Q. bicolor) · 
Moseik (Q. cerris) · 
Hulsteik (Q. coccifera) · 
Scharlaken eik (Q. coccinea) · 
Japanse keizereik (Q. dentata) ·  
Portugese eik (Q. faginea) · 
Steeneik (Q. ilex) · 
Californische zwarte eik (Q. kelloggii) · 
Quercus lamellosa · 
Quercus lusitanica · 
Perzische eik (Q. macranthera) · 
Mongoolse eik (Q. mongolica) · 
Moeraseik (Q. palustris) · 
Wintereik (Q. petraea) · 
Donzige eik (Q. pubescens) · 
Pyrenese eik (Q. pyrenaica) · 
Zomereik (Q. robur) · 
Amerikaanse eik (Q. rubra) · 
Kurkeik (Q. suber)